# له‌لیلا
شهر للیلا (به فرانسوی: Les Lilas) در شهرستان سن-سن-دنی در ناحیه ایل-دو-فرانس با جمعیت ۲۲٬۰۷۱ نفر در کشور فرانسه واقع شده است